# Louis-Joseph Vicat

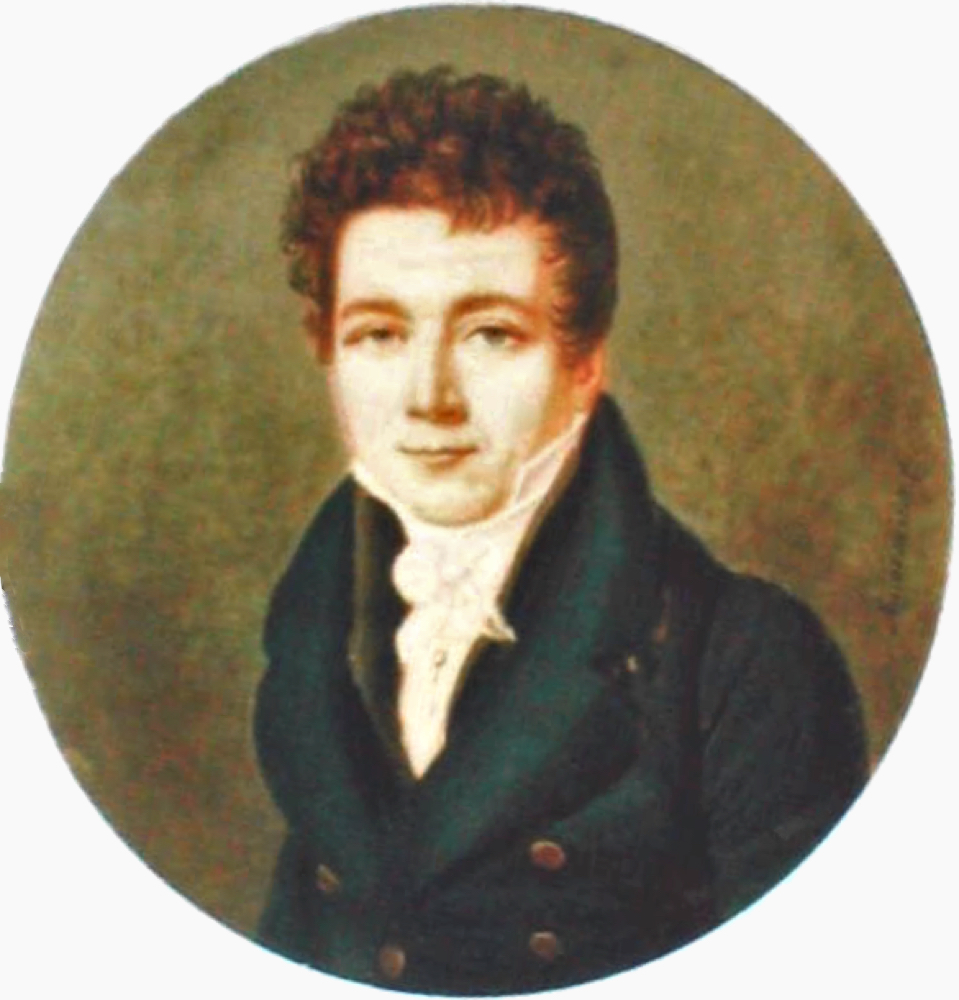
Louis-Joseph Vicat

Louis-Joseph Vicat (* 31. März 1786 in Nevers, Département Nièvre, Bourgogne; † 10. April 1861 in Grenoble, Département Isère) war ein französischer Ingenieur, der den künstlichen hydraulischen Kalk erfand, den „römischen Zement“ wiederentdeckte und mit seinen Arbeiten die Grundlagen für die Entwicklung von Zement und Kalkmörtel legte. Außerdem leistete er Vorarbeiten zu dem später von John Augustus Roebling perfektionierten Luftspinnverfahren für die Herstellung der Tragseile von Hängebrücken.

## Leben
Nach dem Besuch der École Centrale in Grenoble ging er mit 16 Jahren zur Marine nach Toulon, kehrte aber bald wieder nach Grenoble zurück. 1804 begann er sein Studium an der École polytechnique und wechselte 1806 an die École Nationale des Ponts et Chaussées. 1809 wurde er in Périgueux Ingenieur zweiter Klasse, wo er sein erstes Straßenprojekt entwarf und ausführte, das zunächst als waghalsig kritisiert wurde, bis man entdeckte, dass es der Trasse eines bis dahin unbekannten römischen Aquäduktes folgte. 1812 wurde er nach Souillac entsandt, um die 180 m lange Brücke über die Dordogne zu bauen, einem zuweilen reissenden Fluss, der hohe Schwierigkeiten bei der Gründung der Brückenpfeiler erwarten ließ. Der Bau dauerte wegen finanzieller Schwierigkeiten bis 1822.
Gleichzeitig mit seiner Versetzung nach Souillac begann er mit seinen Versuchen mit hydraulischen Kalken, um ein Bindemittel zu finden, das schneller aushärten würde als die bisher üblichen Mischungen aus Kalk, gemahlenen Ziegeln und Eisenschlacke. Er stellte zahlreiche experimentelle Forschungen über Zemente, Beton und Mörtel an, bei denen er den künstlichen Kalk erfand. 1817 veröffentlichte er seine Ergebnisse zunächst in den Annales de chimie und 1818 in seinem Buch Experimentelle Untersuchungen über Baukalke, Betone und gewöhnliche Mörtel. Dieses Werk erregte einiges Aufsehen. Die Académie des sciences beauftragte drei Fachleute, MM. Prony, Gay-Lussac und Girard, mit einer Überprüfung, deren Ergebnisse diese im folgenden Jahr mit ausgesprochen positiven Bewertungen vorlegten. Vicat hatte damit die Grundlagen für das Verständnis sowohl von Zement als auch von Kalkmörtel gelegt. Nachdem er einige Versuche erfolgreich vorgeführt hatte, genehmigte die Kommission für Straßen und Brückenbau, den hydraulischen Kalk bei der Brücke von Souillac zu verwenden und entsprechende Berechnungen für die Fundamente der Brücke auszuarbeiten.
Vicat hat an der Dordognebrücke auch als einer der ersten das periodische Öffnen und Schließen der Fugen an den eingespannten Bögen in Abhängigkeit von der Temperatur beobachtet und verfolgt und damit Anstöße zur weiteren Entwicklung der Statik der Brückenbogen gegeben.
1823 wurde er von der Gesellschaft zur Förderung der nationalen Industrie für seine Forschung, eine Substanz herzustellen, die an der Luft so beständig ist wie Stein, mit einer Goldmedaille ausgezeichnet. Im Jahr darauf – 1824 – folgte die Ernennung zum Chefingenieur zweiter Klasse und der Auftrag zur Suche und Bereitstellung geeigneter Kalkmaterialien für die Kanalbauten in der Bretagne, im folgenden Jahr für den Canal du Nivernais und den Canal latéral à la Loire (Loire-Seitenkanal) und schließlich für den Canal du Rhône au Rhin (Rhein-Rhône-Kanal).
1827 wurde er zum Chefingenieur erster Klasse ernannt und etwa zu dieser Zeit von der Brücken- und Straßenverwaltung beauftragt, das Gestein von rund 900 französischen Steinbrüchen auf seine Verwendbarkeit zu untersuchen. Schon 1828 veröffentlichte er in seinem zweiten Buch Zusammenfassung der positiven Erkenntnisse über Qualität, Auswahl und Brauchbarkeit reiner Rohstoffe für die Herstellung von Mörtel und Zement die Ergebnisse dieser Untersuchungen.
Marc Seguin, der gerade die Hängebrücke zwischen Tournon-sur-Rhône und Tain-l’Hermitage über die Rhone gebaut hatte, sollte mit der Pont Marie in Argentat (Corrèze) über die Dordogne seine zweite Hängebrücke bauen. Vicat wurde gebeten, die Bauausführung zu leiten, so dass er 1828–29 mit dem Bau dieser Hängebrücke befasst war. Dabei entwickelte er das Luftspinnverfahren für die Tragseile der Hängebrücke. Über die Hängebrücke verfasste er anschließend einen 1830 veröffentlichten Bericht, in dem er auch die Seilfertigung mittels des Luftspinnverfahrens beschrieb.

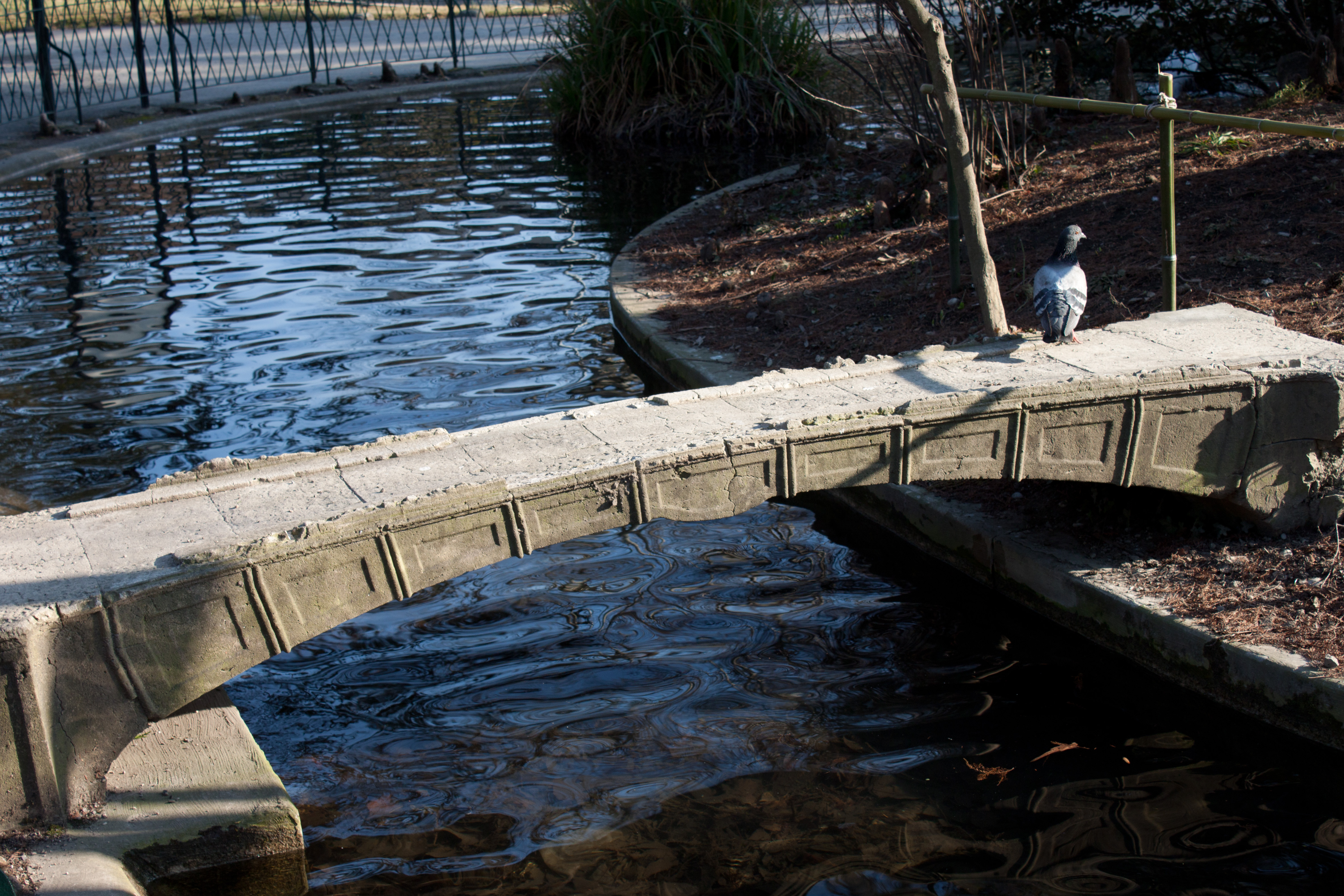
Erste Betonbrücke, 1855 von Louis und Joseph Vicat erbaut

Ab 1840 entdeckte er Klinker, der die Herstellung von Portlandzement ermöglichte. 1852 ging er in den Ruhestand, setzte aber seine Forschungen und Versuche fort, so z. B. mit der kleinen Brücke, die er 1855 zusammen mit seinem Sohn Joseph im Jardin des Plantes von Grenoble baute und die als die erste Betonbrücke überhaupt gilt, oder mit den 1857 veröffentlichten Untersuchungen über die physikalischen Ursachen der Zerstörung von hydraulischen Komponenten durch Meerwasser.

## Ehrungen
Louis-Joseph Vicat wurde am 25. März 1833 zum Korrespondent der Académie des sciences (section de mécanique) gewählt. Als Ehrung für seine Forschungsarbeiten erhielt er 1841 von der Stadt Paris eine aus Silber gefertigte Vase mit einer Widmung. 1846 wurde er zum Kommandeur der Ehrenlegion ernannt und erhielt darüber hinaus den Preis für die bedeutendste industrielle Erfindung der letzten zehn Jahre. Unbekannt sind die Zeitpunkte, an denen er zum Generalinspektor für Brücken- und Straßenbau und zum Mitglied der Akademie der Wissenschaften ernannt wurde. 1855 wurde er in die American Academy of Arts and Sciences gewählt. 1856 erhielt er von der Gesellschaft zur Förderung der nationalen Industrie für seine Arbeiten zwei Preise mit je 2000 Francs.
Der Name von Louis-Joseph Vicat wurde als einer der 72 Namen auf dem Eiffelturm in Paris verewigt.

## Nachwirkungen in die Gegenwart
Sein Sohn Joseph (1821–1902) gründete 1853 den noch heute in Familienbesitz befindlichen französischen Zementhersteller Vicat.
Louis-Joseph Vicat entwickelte eine Reihe von Prüfmethoden, die teilweise noch heute verwendet werden. Sein Nadelgerät zur Prüfung von Mörtelproben wird in modernisierter Form auf der Grundlage von DIN- und EN-Normen als Vicat-Nadel für Erstarrungsbeginn und als Vicat-Nadelgeräte zur Prüfung von Zement bzw. von Gips verwendet. In der Kunststofftechnik gibt es Geräte für die Vicat-Methode der Ermittlung der Vicat-Erweichungstemperatur (VST = Vicat softening temperature) zur Ermittlung der Wärmeformbeständigkeit.

## Werke (Auswahl)
- Experimentelle Untersuchungen über Baukalke, Betone und gewöhnliche Mörtel (1818)
- Recherches Expérimentales sur les Chaux de Construction, les Betons et les Mortiers ordinaires; Paris, 1818. Digitalisat auf Google Books
- Nachrichten von den Beobachtungen einer periodischen Bewegung der Gewölbe der Brücke über die Dordogne bei Souillac, Journal für die Baukunst, Band 4, G. Reimer, Berlin, 1831 (Digitalisat auf Google books, abgerufen am 28. Januar 2010)
- Note sur un Mouvement périodique observé aux voûtes du Pont de Souillac. In: Annales de Chimie et de Physique, Band 27, S. 70–79, Crochard Libraire, Paris 1824 (Digitalisat auf Google books, abgerufen am 28. Januar 2010)

- Zusammenfassung der positiven Erkenntnisse über Qualität, Auswahl und Brauchbarkeit geeigneter Rohstoffe für die Herstellung von Mörtel und Zement (1828)
- Résumé des connaissances positives actuelles, sur les qualités, le choix et la convenance réciproque des matériaux propres à la fabrication des Mortiers et Ciments Calcaires; Paris, 1828. Digitalisat auf Google Books
- Description du pont suspendu: construit sur la Dordogne à Argentat, département de la Corrèze, aux frais de M. le comte Alexis de Noailles ... : suivie de l’exposé des divers procedés employés pour la confection des câbles en fil de fer, pour le levage de ces câbles et du tablier, et terminée par une note sur quelques prix de main-d’œuvre; Paris, 1830. Digitalisat auf Google Books (nicht offen)
- Practical and Scientific Treatise on Calcareous Mortars and Cements, artificial and natural. Translated ... by Capt. J. T. Smith; London, 1837. Digitalisat auf Google Books
- Recherches sur les propriétés diverses que peuvent acquérir les Pierres à Ciments et à Chaux Hydrauliques, par l’effet d’une incomplète cuisson; Paris, 1840.
- Die kalkhaltigen Verbindungen bei hydraulischen Kalken und Naturzement (1853).
- Traité pratique et théorique de la composition des Mortiers, Ciments et Gangues à Pouzzolanes et leur Emploi dans toutes sortes de Travaux suivi des Moyens d’en apprécier la durée dans les constructions à la mer; Grenoble, 1856. Digitalisat auf Google Books
- Recherches sur les causes chimiques de destruction des composés hydrauliques par l’eau de mer et les moyens d’apprécier leur résistance à cette action, 1857. Digitalisat auf Google Books (nicht offen)
- Untersuchungen über die chemische Ursache der Zersetzung hydraulischer Stoffe durch Meerwasser und über die Möglichkeit der Verbesserung der Meerwasserbeständigkeit (1858)